# ロバート・ギブソン (プロレスラー)
ロバート・ギブソン（Robert Gibson、本名：Ruben Cain、1958年7月19日 - ）は、アメリカ合衆国のプロレスラー。フロリダ州ペンサコーラ出身。
リッキー・モートンとのタッグチーム、ロックンロール・エクスプレス（The Rock 'n' Roll Express）での活躍で知られる。

## 来歴
1976年11月、テネシー州メンフィスのNWAミッドアメリカ地区（後のCWA）にてデビュー。以後1980年代初頭にかけて、テネシーやアラバマを主戦場に兄のリッキー・ギブソンとのギブソン・ブラザーズで活動。ソニー・キング&シュガー・ベア・ハリス、デビッド・シュルツ&ウェイン・ファリス、ミスター・オーニタ&マサ・フチ、スタン・レーン&スウィート・ブラウン・シュガーなどのチームとタッグ王座を争った。
兄が自動車事故で引退した1983年、CWAにて新パートナーのリッキー・モートンとロックンロール・エクスプレスを結成。アイドル系タッグチームとして売り出される。1984年からはビル・ワットの主宰するMSWAに移籍して、ボビー・イートン&デニス・コンドリーのミッドナイト・エクスプレスと抗争を繰り広げた。
1985年よりNWAのジム・クロケット・プロモーションズに登場し、デビュー戦でイワン・コロフ&クラッシャー・クルスチェフからNWA世界タッグ王座を奪取。以降も長きに渡って同地区のタッグマッチ戦線で活躍し、その甘いマスクとスピーディーな試合スタイルが女性や子供の観客に支持され、爆発的な人気を得た。1988年には全日本プロレスにも2度来日している。
モートンがヒールに転向した1991年には両者の抗争も行われたが、NWA（WCW）離脱後はモートンとロックンロール・エクスプレスを再結成し、1990年代半ばまではジム・コルネットの主宰するスモーキー・マウンテン・レスリングを中心に活動。1996年5月にはFMWに来日した。以後、1998年のWWF参戦を経てモートンとのコンビを一旦解消し、シングル・プレイヤーとなってインディー団体を転戦した。
2004年7月には、ロックンロール・エクスプレスのフォロワーだったザ・ロッカーズのマーティ・ジャネッティと共に、ロックン・ロッカーズとしてIWAジャパンに登場している。2006年12月から2007年10月にかけては、OVWのトレーナーとしてWWEに在籍していた。

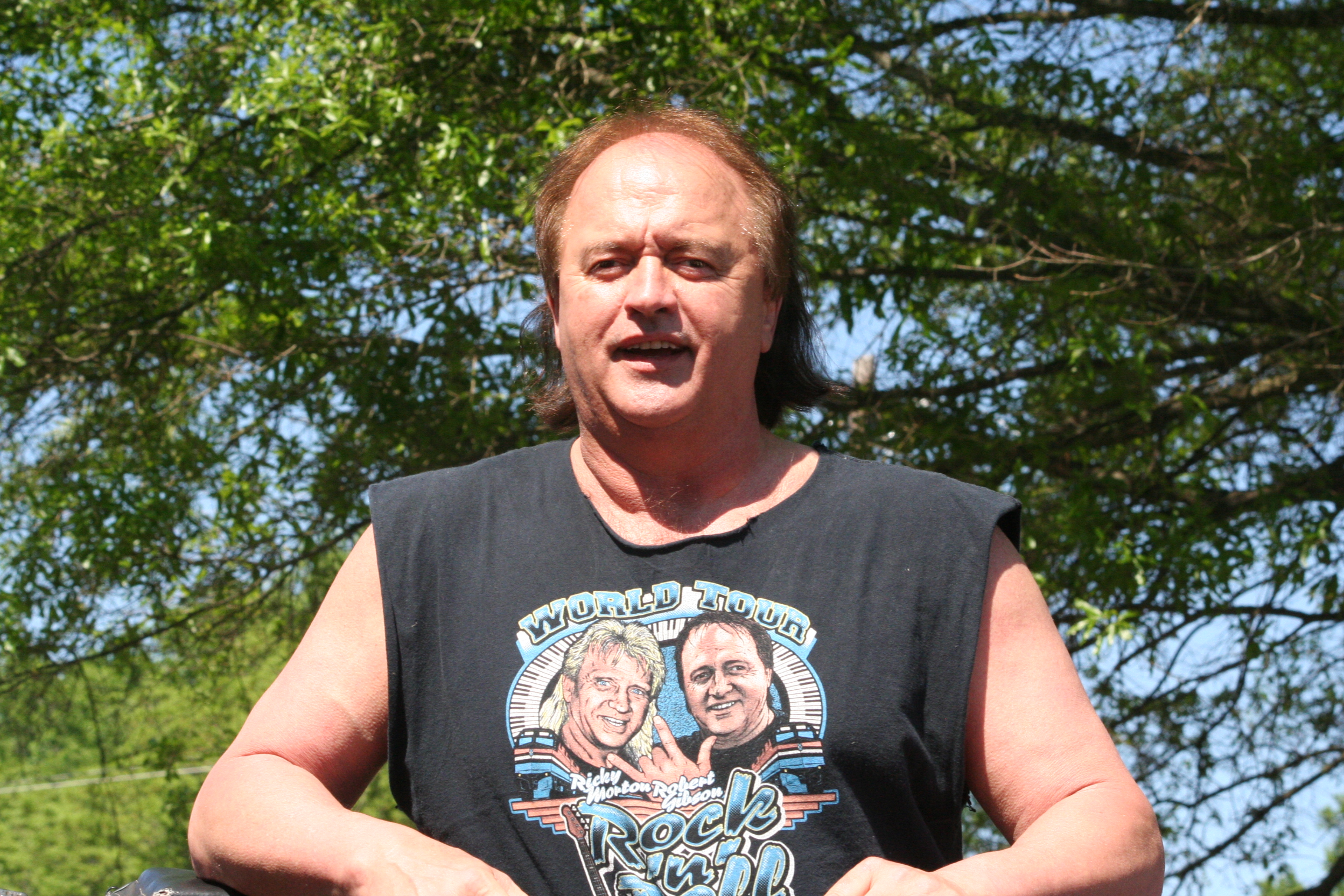
2014年

セミリタイア後もインディー団体にてモートンとのロックンロール・エクスプレスを復活させており、2010年4月には、かつての主戦場クロケット・プロのブランドネームと同じ名称を持つノースカロライナのインディー団体 "Mid-Atlantic Championship Wrestling" において、バフ・バグウェル&リッキー・ネルソンからMACWタッグ王座を奪取した。
2017年2月、ロックンロール・エクスプレスとしてWWE殿堂に迎えられることが発表された。3月31日にフロリダ州オーランドのアムウェイ・センターで行われた殿堂入り式典では、コルネットがインダクターを務めた。

## 獲得タイトル
コンチネンタル・レスリング・アソシエーション
- NWAミッドアメリカ・ヘビー級王座：1回[17]
- NWAミッドアメリカ・タッグ王座：1回（w / ドン・ファーゴ）[18]
- NWA南部タッグ王座（ミッドアメリカ版） / AWA南部タッグ王座：7回（w / リッキー・ギブソン×4、ビル・ダンディー、リッキー・モートン×2）[5]
- CWAタッグ王座：1回（w / リッキー・モートン）[19]
- CWA世界タッグ王座：1回（w / リッキー・モートン）[2]

NWAハリウッド・レスリング
- NWAアメリカス・タッグ王座：1回（w / リッキー・ギブソン）[20]

サウスイースタン・チャンピオンシップ・レスリング
- NWA USジュニアヘビー級王座（サウスイースト版）：2回[21]

ミッドアトランティック・チャンピオンシップ・レスリング
- NWA世界タッグ王座（ミッドアトランティック版）：4回（w / リッキー・モートン）[22]

ミッドサウス・レスリング・アソシエーション
- ミッドサウス・タッグ王座：3回（w / リッキー・モートン）[23]

ユナイテッド・ステーツ・レスリング・アソシエーション
- USWA世界タッグ王座：2回（w / リッキー・モートン）[24]

スモーキー・マウンテン・レスリング
- SMWビート・ザ・チャンプTV王座：1回[25]
- SMWタッグ王座：10回（w / リッキー・モートン）[26]

ナショナル・レスリング・アライアンス
- NWA世界タッグ王座（復活版）：4回（w / リッキー・モートン）[27]
- NWA殿堂：2006年度[28]

ミッドアトランティック・チャンピオンシップ・レスリング（インディー）
- MACWタッグ王座：1回（w / リッキー・モートン）[2]

トラディショナル・チャンピオンシップ・レスリング
- TCWタッグ王座：1回（w / リッキー・モートン）[2]

ワールド・レスリング・エンターテインメント
- WWE殿堂：2017年度[15]